# Reders & Reders
Reders & Reders is een zesdelige detective-boekenserie geschreven door Jan en Sanne Terlouw en uitgegeven door Nieuw Amsterdam. Het eerste deel is uitgekomen in 2006 en anno 2016 zijn er zes delen uitgegeven.
De boeken zijn geschreven door Jan en Sanne Terlouw die veelal om en om een hoofdstuk geschreven hebben. Dit komt terug in de gebruikte stijl van de verschillende hoofdstukken. Ook sluiten hoofdstukken soms af met een cliffhanger die er toe leidt dat er in het komende hoofdstuk een plotwending plaatsvindt.
De hoofdpersonen van het boek zijn vader Job en zijn dochter Leonie Reders. Job heeft zeven jaar vastgezeten wegens een moord die hij niet gepleegd heeft. Jobs vrouw is van hem gescheiden. Zijn dochter Leonie, die aan het begin van de serie twintig jaar is en psychologie studeert, is de enige persoon die in zijn onschuld is blijven geloven . Na deze zeven jaar die zij apart hebben doorgebracht, wonen ze samen in een huis en werken als privédetectives en lossen verschillende moorden op. Job maakt tijdens het onderzoek zowel gebruik van contacten met criminelen die hij in de gevangenis heeft ontmoet (in het bijzonder Jacco) als commissaris Hendrik Rijssen die het moordonderzoek naar Job geleid heeft en daar een schuldgevoel over heeft. Ook krijgen ze hulp van Zoë, een rijke vriendin van Job en Leonie.
In de loop van de serie ontwikkelen de levens van de hoofdpersonen zich. Leonie trouwt met Lars en zij krijgen een kind in 'De Vuurtoren'. Ook wonen zij een tijd in de Verenigde Staten en in 'Hellehonden' blijkt Leonie afgestudeerd en woont ze samen met Lars in Twente. Job krijgt een relatie met Manon in het boek 'De Apotheker', maar deze relatie verwatert weer in de laatste twee boeken 'De Vuurtoren' en 'Hellehonden'. Commissaris Hendrik Rijssen blijkt aan het begin van het laatste boek te zijn overleden.

## De Charmeur
Sophie, een vriendin van Leonie, vraagt haar om hulp wanneer haar goede vriend Gerard Brandenburg door een val om het leven is gekomen. Het lijkt op een ongeluk, aangezien Gerard aan epilepsie leed. Sophie gelooft dit niet en krijgt gelijk wanneer er een boksbeugel met bloed eraan wordt gevonden. Gerard blijkt verschillende buitenechtelijke relaties te hebben en de eerste verdenking valt dan ook op zijn vrouw Miranda of haar broer Edwin. Later in het boek wordt Leonie ontvoerd, waarmee de dader zich blootgeeft. Na drie dagen komt ze terug en het pand waarin ze werd vastgehouden blijkt in de haven van Muiden te liggen. Een valstrik wordt gelegd door Sophie te laten verdwijnen en het huis in de gaten te houden waar de moordenaar verschijnt.

## Venijn
Leonie overtuigt Job dat hij op zoek moet naar de werkelijke dader die de moord op zijn oom Bart heeft gepleegd en waarvoor hij zeven jaar onterecht heeft vastgezeten. Oom Bart blijkt een niet zo eerlijke, flamboyante zakenman en rokkenjager te zijn. Marnus Handjes meldt zich bij de politie met het bericht dat hij een flesje gif (waarmee Bart vermoord is) heeft gestolen en aan een vrouw heeft gegeven in een bioscoop. Nadat commissaris Hendrik Rijssen is neergeschoten, gaat Job naar België toe om te praten met een collega van oom Bart. Hier komt hij een andere collega, Simone Enklaar, tegen die tijdens het onderzoek een rol heeft gespeeld. Zij blijkt een oude vriendin van Bart en hem te hebben vermoord.

## De Apotheker
Een apotheker, Antoinette van der Geest, wordt dood aangetroffen in de Kagerplassen. Haar zoon Olivier komt toevallig in contact met Leonie en zo raken Reders & Reders bij de zaak betrokken. Antoinette blijkt verdronken, maar dit blijkt niet in de plassen te zijn gebeurd, maar thuis in een aquarium. Haar man Cees was getuige van een mislukte transactie in het criminele circuit, waar hij er met het geld vandoor is gegaan. Hij wil een juwelierszaak beginnen met zijn neef Daniël met dit gevonden geld, maar wordt bedreigd om het geld weer terug te geven. Uiteindelijk blijkt dat Antoinette vreemd ging met een hoogleraar Jarich, de vroegere man van Janine en een collega in de apotheek van Antoinette. Zij en Antoinette konden elkaar niet uitstaan en zij blijkt hem vermoord te hebben.

## De Blauwe Tweeling
Aan het begin van het boek worden twee moorden gepleegd: een in Dalfsen en een in Haamstede. Hierna krijgt Manon, de vriendin van Job, een brief van Alain, een oude vriend van haar uit Frankrijk. Het blijkt dat zijn vader een diamant heeft geërfd die hij in Amsterdam heeft laten zien aan een betrouwbare kenner, Benjamins, waarna hij op de terugweg naar Frankrijk is verongelukt en de diamant is verdwenen. Benjamins overlijdt kort hierna. Na onderzoek blijkt de diamant een van een tweeling te zijn en blijkt een collega van Benjamins, Verheul, zowel de dood van Alains vader als Benjamins op zijn geweten om de diamant te ontvreemden. Ondertussen blijkt Jurgen Hazebrink, die een uitgestelde erfenis van zijn overleden pleegvader verwacht, de twee moorden op zijn geweten te hebben. Zijn vader had een buitenechtelijk kind, die hij de helft van de erfenis wilde geven, mits hij het kon bewijzen met behulp van DNA. Zijn vader was echter gecremeerd, maar zijn nieren waren gedoneerd aan de mannen in Dalfsen en Haamstede.

## De Vuurtoren
Leonie raakt verliefd op een wetenschapper Lars. Ze trouwen en Leonie verwacht al haar eerste kind. Lars gaat werken in de Verenigde Staten en Leonie gaat mee. Nadat ze een maand terug zijn in Nederland, moet Leonie daar blijven in verband met haar vergevorderde zwangerschap. Lars verdwijnt spoorloos. Leonie en Job gaan op zoek en het blijkt dat de extreemrechtse groepering 'Revenge & Honour' er iets mee te maken heeft, waarbij het jaar 1997 een grote rol speelt. Uiteindelijk blijkt Lars te worden opgesloten in een vuurtoren, omdat hij iets weet van fraude met subsidies voor energie-onderzoek en de moord op een journalist die daar onderzoek naar deed. Lars wordt in de vuurtoren meer dood dan levend teruggevonden.

## Hellehonden
Leonie werkt in De Zwanenhof, een bezinningscentrum in Twente, waar ze cursussen en lezingen verzorgt. Hier wordt 's ochtends het lijk van een man gevonden in een vijver, zonder hoofd. Dit blijkt negen jaar geleden al eerder te zijn gebeurd en tijdens het onderzoek worden er nog meerdere lijken en hoofden gevonden. Het blijkt dat de mythes van de streek er iets mee te maken hebben en dat het uitsluitend gaat om mannen die zich vergrepen hebben aan kinderen of ze iets anders hebben aangedaan. Job wordt ontvoerd en zou ook worden onthoofd, door een groep vrouwen die als heks verkleed eigen rechter spelen. Leonie weet Job te vinden en met behulp van Hells Angels te laten ontsnappen.